# Jefferson Lerma
Pour les articles homonymes, voir Lerma.
Jefferson Andrés Lerma Solís, né le 25 octobre 1994 à El Cerrito en Colombie, est un footballeur international colombien, qui évolue au poste de milieu de terrain à Crystal Palace en Premier League,.

## Biographie

### Carrière en club
Il fait ses débuts professionnels à l'Atlético Huila évoluant en Primera A. Le 30 mars 2013, il fait ses débuts en Primera A lors d'un match nul et vierge contre Millonarios FC. Puis le 7 février 2014, il inscrit son premier doublé contre Fortaleza FC (victoire 3-1).
Le 13 août 2015, il est prêté à Levante UD évoluant en Liga. Dans son contrat, il y a une clause, s'il dépasse 25 rencontres, le club dispose d'une option d'achat obligatoire de 900 000 euros. Le 24 août, il est officiellement présenté par le club espagnol. Le 30 août 2015, il fait ses débuts en Liga lors d'un match nul et vierge contre l'UD Las Palmas. Lors de ce match, Jefferson Lerma entre à la 89e minute de la rencontre, à la place de Nabil Ghilas. Puis le 7 décembre, il inscrit son premier but contre l'Espanyol Barcelone (1-1). À la fin de saison, le club lève l'option d'achat et Lerma signe un contrat de quatre ans.
Le 21 mai 2017, il remporte la deuxième division lors d'un match nul et vierge contre le CD Tenerife. La saison suivante, lui et coéquipiers montent en Liga, et il devient titulaire indiscutable.
Le 7 août 2018, il s'engage pour cinq saisons avec l'AFC Bournemouth, contre 28 millions d'euros, ce qui fait de lui le joueur le plus cher de l'histoire du club.
Libre après cinq saisons du côté des Cherries, il signe au mercato d'été 2023 un contrat de trois ans en faveur de Crystal Palace.

### Carrière internationale
Jefferson Lerma fait partie de la liste des 18 joueurs colombiens sélectionnés pour disputer les Jeux olympiques d'été de 2016. Lors du tournoi, il dispute trois rencontres.
Le 3 novembre 2017, il est convoqué pour la première fois en équipe de Colombie par le sélectionneur national José Pékerman, pour des matchs amicaux contre la Corée du Sud et la Chine.
Le 10 novembre 2017, il honore sa première sélection contre la Corée du Sud. Lors de ce match, Jefferson Lerma entre à la 82e minute de la rencontre, à la place de Stefan Medina. Le match se solde par une défaite 2-1 des Colombiens.

## Statistiques

### En club
| Saison                | Club                  | Championnat           | Championnat | Championnat | Coupe nationale | Coupe nationale | Coupe de la Ligue | Coupe de la Ligue | Supercoupe | Supercoupe | Séries | Séries | Total | Total |
| Saison                | Club                  | Division              | M.          | B.          | M.              | B.              | M.                | B.                | M.         | B.         | M.     | B.     | M.    | B.    |
| 2013                  | Atlético Huila        | Ouv.+Clo.             | 10+14       | 0           | 2               | 0               | -                 | -                 | -          | -          | -      | -      | 26    | 0     |
| 2014                  | Atlético Huila        | Ouv.+Clo.             | 16+16       | 3+1         | 7               | 1               | -                 | -                 | -          | -          | 5      | 0      | 44    | 5     |
| 2015                  | Atlético Huila        | Ouv.+Clo.             | 18+4        | 1+1         | -               | -               | -                 | -                 | -          | -          | 1      | 0      | 23    | 2     |
| Sous-total            | Sous-total            | Sous-total            | 78          | 6           | 9               | 1               | -                 | -                 | -          | -          | 6      | 0      | 93    | 7     |
| 2015-2016             | Levante UD (prêt)     | Liga                  | 33          | 1           | 1               | 0               | -                 | -                 | -          | -          | -      | -      | 34    | 1     |
| 2016-2017             | Levante UD            | Segunda División      | 30          | 2           | 1               | 0               | -                 | -                 | -          | -          | -      | -      | 31    | 2     |
| 2017-2018             | Levante UD            | Liga                  | 26          | 0           | 2               | 0               | -                 | -                 | -          | -          | -      | -      | 28    | 0     |
| Sous-total            | Sous-total            | Sous-total            | 89          | 3           | 4               | 0               | -                 | -                 | -          | -          | -      | -      | 93    | 3     |
| 2018-2019             | AFC Bournemouth       | Premier League        | 30          | 2           | -               | -               | 2                 | 0                 | -          | -          | -      | -      | 32    | 2     |
| 2019-2020             | AFC Bournemouth       | Premier League        | 33          | 1           | -               | -               | -                 | -                 | -          | -          | -      | -      | 33    | 1     |
| 2020-2021             | AFC Bournemouth       | Championship          | 44          | 3           | 3               | 0               | 1                 | 0                 | -          | -          | -      | -      | 48    | 3     |
| 2021-2022             | AFC Bournemouth       | Championship          | 34          | 1           | -               | -               | -                 | -                 | -          | -          | -      | -      | 34    | 1     |
| 2022-2023             | AFC Bournemouth       | Premier League        | 37          | 5           | -               | -               | -                 | -                 | -          | -          | -      | -      | 37    | 5     |
| Sous-total            | Sous-total            | Sous-total            | 178         | 12          | 3               | 0               | 3                 | 0                 | -          | -          | -      | -      | 184   | 12    |
| 2023-2024             | Crystal Palace        | Premier League        | 28          | 1           | 2               | 0               | 1                 | 0                 | -          | -          | -      | -      | 31    | 1     |
| 2024-2025             | Crystal Palace        | Premier League        | 33          | 0           | 6               | 0               | 3                 | 0                 | -          | -          | -      | -      | 42    | 0     |
| 2025-2026             | Crystal Palace        | Premier League        | 1           | 0           | -               | -               | -                 | -                 | 1          | 0          | -      | -      | 2     | 0     |
| Sous-total            | Sous-total            | Sous-total            | 62          | 1           | 8               | 0               | 4                 | 0                 | 1          | 0          | -      | -      | 75    | 1     |
| Total sur la carrière | Total sur la carrière | Total sur la carrière | 405         | 22          | 24              | 1               | 7                 | 0                 | 1          | 0          | 34     | 6      | 471   | 29    |

### En sélection nationale
| Saison                | Sélection             | Phases finales        | Phases finales | Phases finales | Phases finales | Éliminatoires CDM | Éliminatoires CDM | Éliminatoires CDM | Matchs amicaux | Matchs amicaux | Matchs amicaux | Total | Total | Total |
| Saison                | Sélection             | Compétition           | M              | B              | Pd             | M                 | B                 | Pd                | M              | B              | Pd             | M     | B     | Pd    |
| --------------------- | --------------------- | --------------------- | -------------- | -------------- | -------------- | ----------------- | ----------------- | ----------------- | -------------- | -------------- | -------------- | ----- | ----- | ----- |
| 2017-2018             | Colombie              | Coupe du monde 2018   | 4              | 0              | 0              | -                 | -                 | -                 | 5              | 0              | 0              | 9     | 0     | 0     |
| 2018-2019             | Colombie              | Copa América 2019     | 2              | 0              | 1              | -                 | -                 | -                 | 2              | 0              | 0              | 4     | 0     | 1     |
| 2019-2020             | Colombie              | -                     | -              | -              | -              | -                 | -                 | -                 | 6              | 0              | 0              | 6     | 0     | 0     |
| 2020-2021             | Colombie              | Copa América 2021     | -              | -              | -              | 5                 | 1                 | 0                 | -              | -              | -              | 5     | 1     | 0     |
| 2021-2022             | Colombie              | -                     | -              | -              | -              | 6                 | 0                 | 0                 | -              | -              | -              | 6     | 0     | 0     |
| 2022-2023             | Colombie              | -                     | -              | -              | -              | -                 | -                 | -                 | 5              | 0              | 0              | 5     | 0     | 0     |
| 2023-2024             | Colombie              | Copa América 2024     | 5              | 2              | 0              | 4                 | 0                 | 0                 | 4              | 0              | 1              | 13    | 2     | 1     |
| 2023-2024             | Colombie              | -                     | -              | -              | -              | 8                 | 0                 | 0                 | -              | -              | -              | 8     | 0     | 0     |
| Total sur la carrière | Total sur la carrière | Total sur la carrière | 11             | 2              | 1              | 23                | 1                 | 0                 | 22             | 0              | 1              | 56    | 3     | 2     |

## Palmarès
- Levante UD
  - Champion d'Espagne de deuxième division en 2017

- AFC Bournemouth
  - Vice-champion d'Angleterre de deuxième division en 2022.

- Crystal Palace
  - Vainqueur de la Coupe d'Angleterre en 2025
  - Vainqueur du Community Shield en 2025